# War of the Worlds – Goliath
War of the Worlds – Goliath ist ein malaysischer Military-Science-Fiction-Animationsfilm von 2012. Er basiert lose auf dem Buch Der Krieg der Welten von H. G. Wells.

## Handlung
Um 1899 erfolgt auf der Erde ein erster Angriff militarisierter Marsianer auf die Erde. Ein Großteil der Menschheit wird getötet und die Städte verwüstet. Da die Außerirdischen aber nicht mit den irdischen Bakterien zurechtkommen müssen sich diese zurückziehen. 15 Jahre später erfolgt eine erneute Invasion mit verbesserten Kampfrobotern. In Nordamerika formiert sich eine internationale Allianz zum Gegenangriff. Auch diese haben neuartige, dreibeinige Kampfroboter konstruiert. Bei einer Übung erfolgt der erste Angriff. Die Menschen erleiden dabei schwere Verluste, danach wird ein Luftkampf gegen marsianische Fluggeräte ausgetragen. Ein Team schafft es, Gefangene der Marsianer aus einem Fabrikgebäude zu befreien.
In New York City kann ein Luftschiff mitsamt seinen Kampffliegern die Invasion zurückschlagen. Als ein riesiges Raumschiff aus dem Meer auftaucht wird jenes durch einen Amokflug des Luftschiffes gegen den Zerstörungsstrahl zum Absturz gebracht.

## Kritik
„Die grobflächigen Bilder, in denen dieses Kampfgetümmel im Stile einer Zeichentrickserie aus den 1980er-Jahren wahlweise als 2D oder 3D-Version animiert wurde, spiegeln den dramaturgischen Verlust eher wider als dass sie ihn wettmachen könnten.“